# Three Sisters (Oregón)
Las Three Sisters (en inglés, lit. 'Tres hermanas') son un volcán complejo de los Estados Unidos formado por tres picos volcánicos del arco de la cordillera de las Cascadas en el estado de Oregón. Cada uno de ellos tiene más de 3000 m de altura y son el tercer, cuarto y quinto picos más altos de Oregón y se encuentran en el área protegida de la «Three Sisters Wilderness», a unos 16 km al sur de la ciudad más cercana. Diversas especies de flora y fauna habitan la zona alrededor de las montañas, que es objeto de frecuentes nevadas, lluvias ocasionales y grandes diferencias de temperaturas estacionales. Las montañas son muy populares —especialmente la del sur— para la escalada y el senderismo.
Aunque a menudo se ven como una unidad, los tres volcanes han evolucionado según diferentes situaciones geológicas, y la petrología de cada montaña puede variar significativamente. Mientras que el North Sister está extinguido y el Middle Sister es latente, el South Sister tuvo su última erupción hace unos 2000 años y todavía podría estar activo, constituyendo una amenaza en la región. En las imágenes de satélite se detectó un levantamiento tectónico cerca de South Sister el año 2000 y el Servicio Geológico de los Estados Unidos hizo planes para mejorar la vigilancia en la zona.

## Geografía y geología

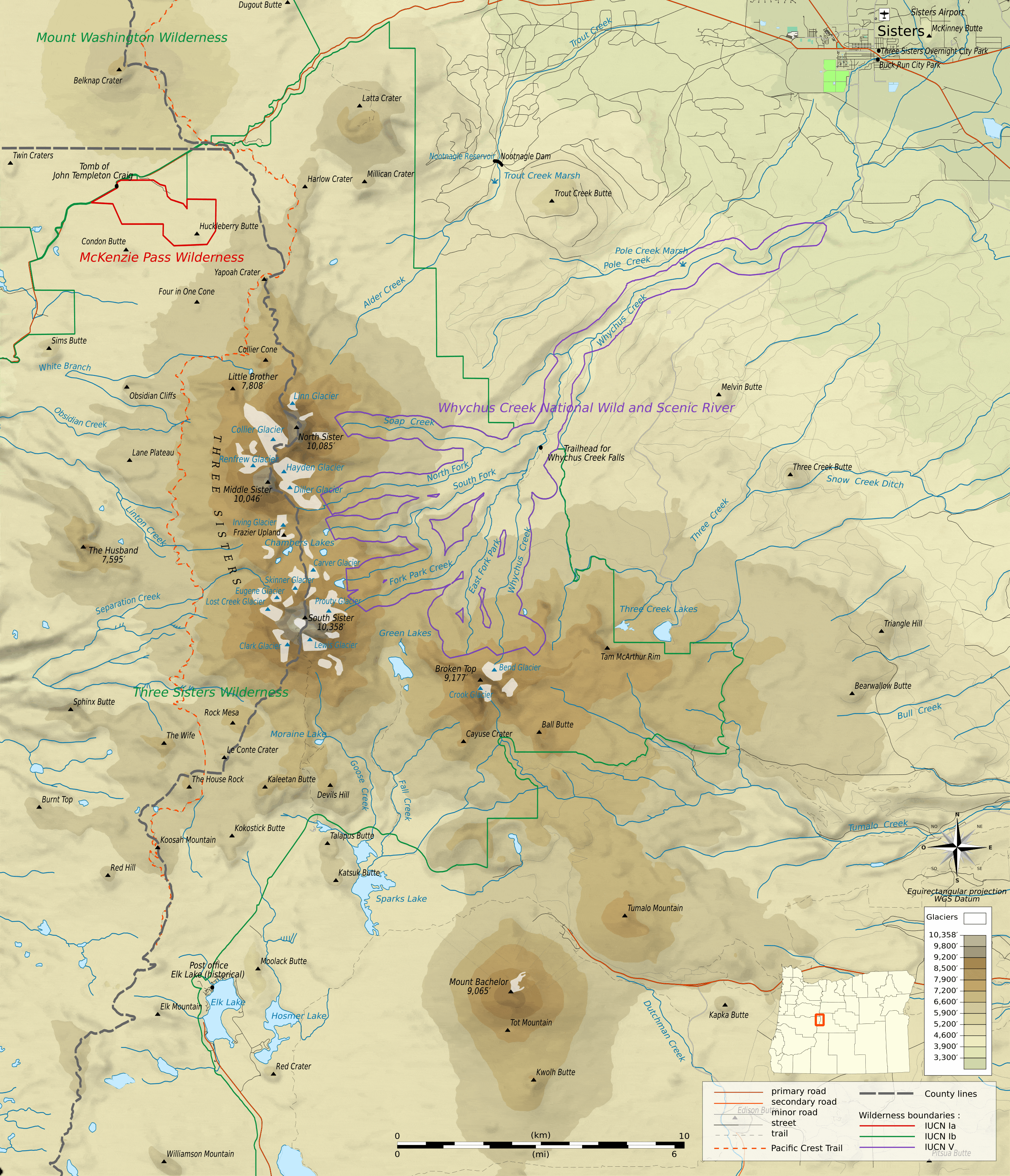
Mapa topográfico de la zona.

Las Three Sisters se encuentran en los límites de los condados de Lane y Deschutes y los de bosques nacionales Willamette y Deschutes en el estado de Oregón, cerca de 16 km al sur de la ciudad más cercana. Los tres picos que son el tercero, cuarto, y quinto más altos de Oregón, tienen 15 glaciares entre todos, casi la mitad de los 35 glaciares en Oregon. Las hermanas fueron nombrados Fe (Faith), Esperanza (Hope) y Caridad (Charity) por los primeros colonos, pero estos nombres no han prevalecido y en su lugar se nombran North Sister, Middle Sister y South Sister. 
Un volcán complejo que se extiende a lo largo de 32 kilómetros,[9] las coordenadas de las tres hermanas son :44.103 ° N y 121.768 ° E. Parte del cinturón volcánico de las Cascadas y de la Cordillera de las Cascadas, tiene volcanes de distintos períodos geológicos y de distintas variedades de magma y la cantidad de riolita que se encuentra en la lava los dos picos más recientes es desproporcionada en relación con los volcanes cercanos. [9]Al igual que otros volcanes de Las Cascadas, las Three Sisters fueron alimentadas por cámaras de magma producidos por la subducción de la Placa de Juan de Fuca debajo del borde occidental de la Placa Norteamericana. [12] También se vieron afectados por el ambiente cambiante del Pleistoceno, un período geológico durante el cual se produjo una edad de hielo donde los glaciares erosionaron las montañas antes de retirarse [13]. En concreto, tres hermanas se unen a otros volcanes en el segmento oriental de la Cordillera de las Cascadas conocido como High Cascades, en dirección norte-sur [12]
Las tres hermanas forman la pieza central de una región de picos volcánicos agrupados, una excepción al típico espaciamiento de 64 a 97 km entre volcanes en observado en Las Cascadas. Estos picos cercanos incluyen Belknap cráter, Mount Washington, Black Butte, y Three Fingered Jack hacia el norte y Broken Top y Mount Bachelor hacia el sur. [14] La región estaba activa en el Pleistoceno, con erupciones entre hace unos 700.000 a 170.000 años en un complejo de forma explosiva activo conocido como el Centro Volcánico Tumalo. Flujos de lava basáltica de Three Sisters se superponen a los depósitos piroclásticos más nuevos de Tumalo, lo que sitúa la edad de la hermana del Norte, la más antigua, en menos de 170.000 años. [15]

## Espacio natural y clima
El espacio natural de Three Sisters cubre un área de 1137.9 km² lo que lo convierte en la segunda mayor área silvestre en Oregón. Creado por el Congreso de Estados Unidos en 1964, limita con el espacio natural de Monte Washington al norte y al sur con el lago Waldo. El paraje de Three Sisters incluye 420 kilómetros de caminos, además de muchos bosques, lagos, cascadas y arroyos, como la fuente de Whychus Creek. Más concretamente, Three Sisters y Broken Top abarcan un tercio de este espacio natural un área conocida como Alpine Crest Región. Pasando de los 1600 m a 3157 m de altura, cuenta con glaciares de la zona más frecuentados, lagos y prados. [18]
El tiempo en la región varía debido a la separación creada por la barrera montañosa. El oeste es más húmedo y el este es más seco y la precipitación aumenta con la altitud. La humedad, cayendo sobre todo en forma de nieve en invierno, se origina en los embolsamientos de aire caliente sobre el Océano Pacífico y se enfría a medida que asciende por la montaña. En la sección occidental, la precipitación oscila de 2000 a 3200 mm anuales, variando de 1000 a 2000 mm en el este. Las temperaturas máximas alcanzan 27 a 32 °C en los veranos y las mínimas de -29 a -34 °C durante los inviernos. [19]
En el espacio natural, que forma parte del Sistema Nacional de Preservación de Áreas Salvajes de los Estados Unidos están prohibidos los vehículos de motor y cualquier medio de transporte. Incluidas bicicletas, camionetas, lanchas y helicópteros. A partir del Memorial Day el 31 de octubre, se requieren permisos para la entrada al paraje.

### Flora y fauna
Mientras que el abeto de Douglas (Pseudotsuga menziesii) y el pino Ponderosa predominan en las partes occidental y oriental de las Cascadas, la flora en Three Sisters también se compone de árboles de las siguientes especies: Pinus contorta, Abies amabilis, Abies lasiocarpa, Tsuga heterophylla,[8] Pinus monticola, abeto Engelmann, y Thuja plicata. El abeto blanco del Colorado (Abies concolor ) que era muy común en otro tiempo ha disminuido debido a las recientes plagas del escarabajo Dendroctonus ponderosae. A mayor altitud, praderas alpinas son comunes, [8] y cuentan los siguientes especies de flores: lupino (Lupinus), Castilleja, brezo, árnica, Delphinium, girasoles, Aquilegia y muchos otros géneros. También son frecuentes a gran altitud árboles de las especies Tsuga mertensiana y Pinus albicaulis. [8]
La fauna de la zona de Three Sisters incluye peces como la trucha de arroyo y la trucha arco iris, aves como el gallo de las Rocosas y el grévol engolado, y las especies más grandes, como el ciervo mulo de las Rocosas, venados, alces de Roosevelt y el oso negro americano. Además de depredadores como los linces, pumas y coyotes, mapaches, martas, comadrejas, y visones americanos viven en toda la zona de Three Sisters.

## Picos

### North Sister

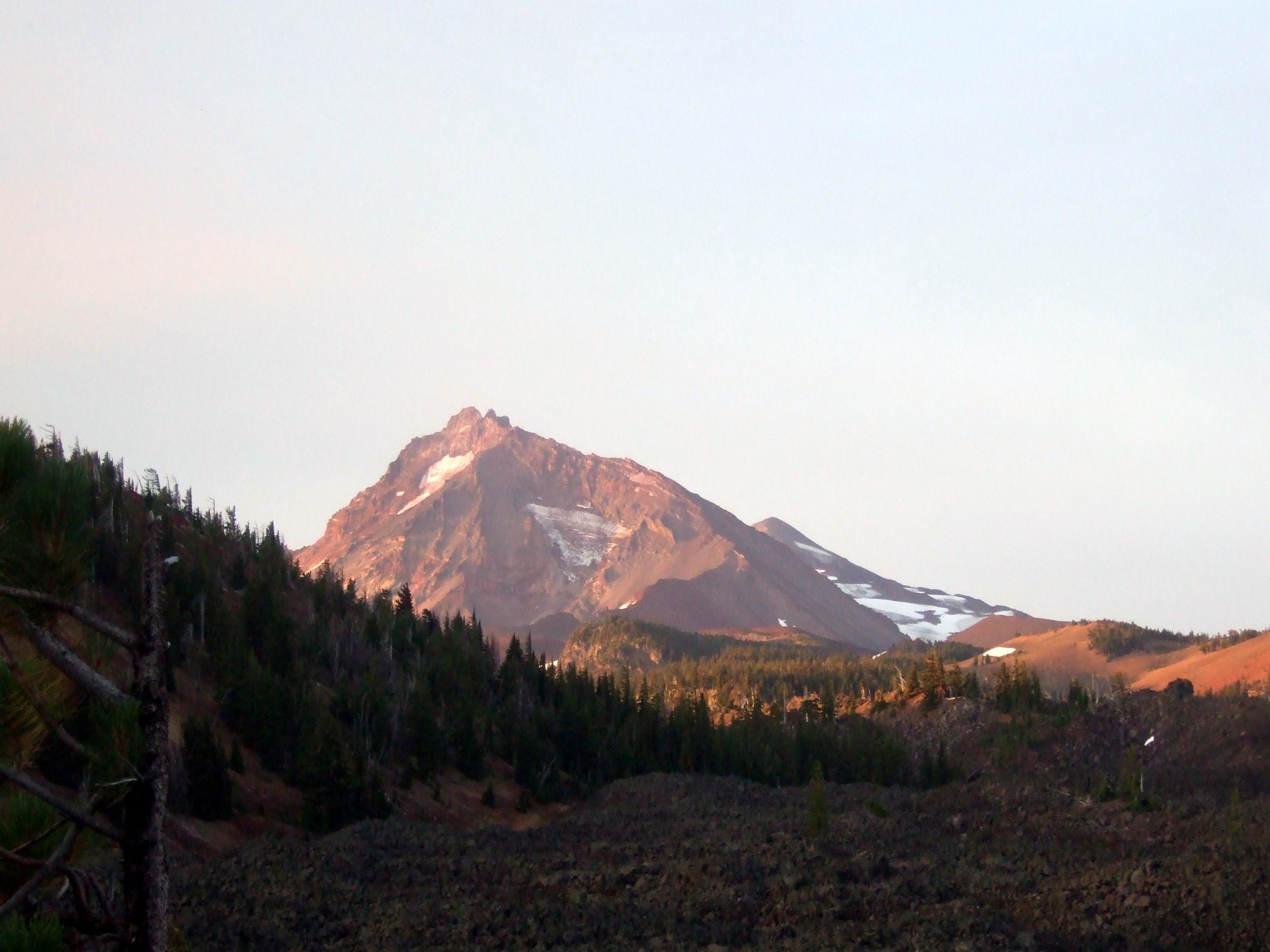
Pico North Sister

North Sister, también conocida como "Faith", es la más antigua y erosionada de las tres, con altísimos pináculos rocosos y glaciares. Es un estratovolcán en lo alto de un antiguo volcán en escudo llamado Little Brother, North Sister tiene 8 km de anchura. Se compone principalmente de andesita, un mineral máfico más rico en magnesio y hierro que el de los otros dos volcanes. Sus depósitos son ricos en palagonita y sus cenizas negras y rojas tienen un contenido en hierro que aumenta conforme disminuye su edad. Los flujos de lava muestran una composición similar a lo largo de su historia eruptiva, que se prolongó durante un largo período de tiempo. Según los cálculos, la última erupción del volcán fue hace más de 100.000 años, por lo que se considera extinto. North Sister posee más diques que cualquier pico similar en las cascadas, y muchos de ellos fueron empujados a un lado por la intrusión de una cúpula de 300 m de anchura que ahora forma las cumbres de Prouty Peak y el South Horn en la montaña. El resto del pico son principalmente escombros sueltos dejados por el sistema de diques. [28]
North Sister no ha entrado en erupción desde finales del Pleistoceno. El edificio volcánico ha estado expuesto a una amplia erosión incluyendo formaciones ígneas, como diques y láminas. En un momento dado, el volcán tuvo más de 3.400 m de altura, pero la erosión ha eliminado de un cuarto a un tercio de su volumen original. The plug is now exposed and forms North Sister's summits at Prouty Peak and the South Horn.

### Pico Middle Sister

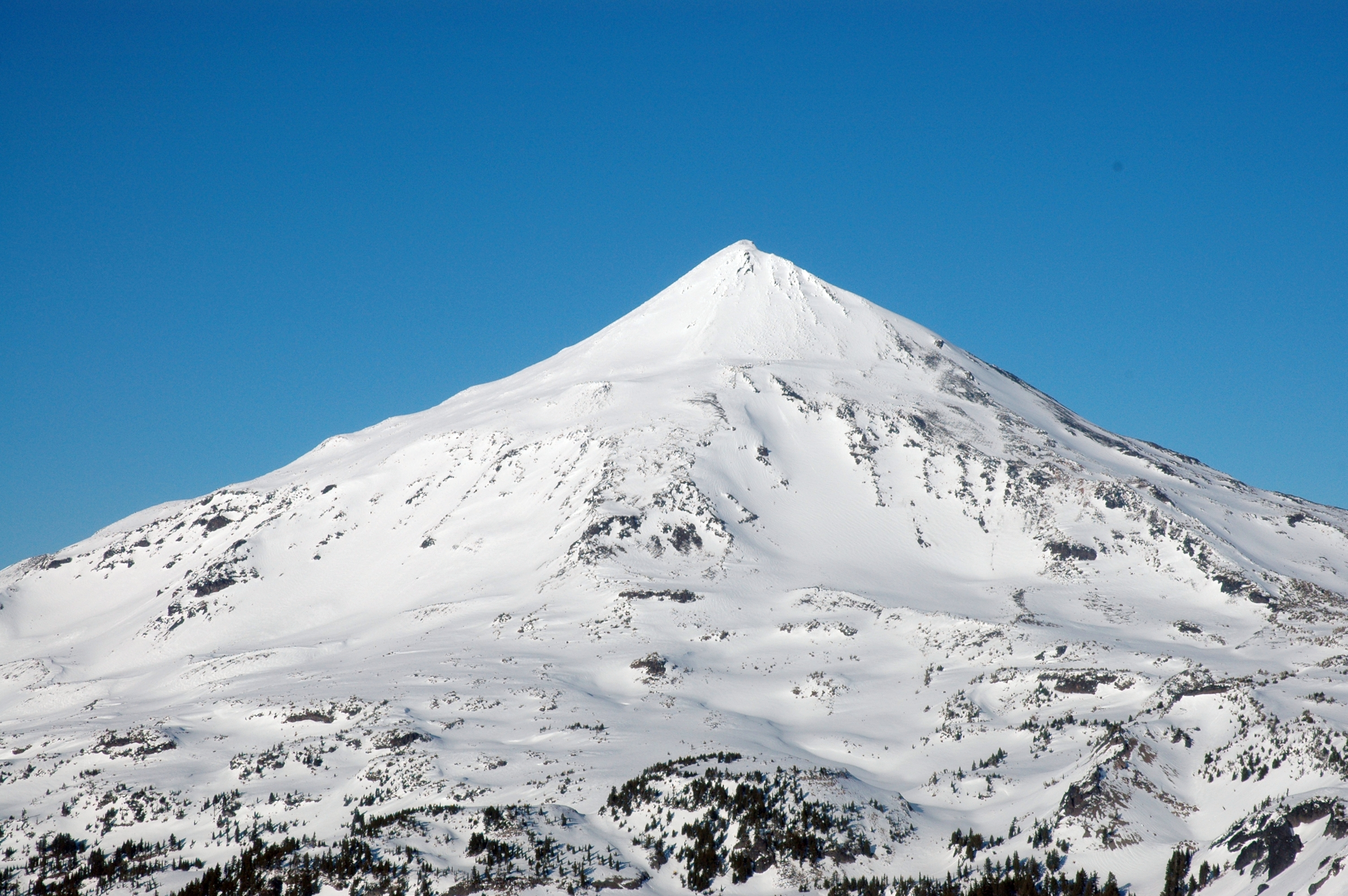
Pico Middle Sister

El pico Middle Sister también conocido como Hope, es un estratovolcán compuesto principalmente de basalto y que también ha expulsado andesita, dacita, y riodacita. Es el más pequeño y menos estudiado de los tres y también el mediano por antigüedad, sus flujos más recientes datan de hace 14.000 años, por lo que es un poco mayor que el pico South Sister.[28] Estos flujos, gruesos y ricos en dacita, se extendien desde los lados norte y sur. Contrastan con los restos de más edad, lava andesíticas, que llegan hasta 7,00 kilómetros desde la base del volcán.
La montaña tiene  forma de cono y perdió su lado oriental durante la glaciación, pero su parte occidental permanece casi intacta. Los  glaciares Diller y Hayden continúan cortando  la cara este, mientras que el glaciar Renfrew se encuentra en la vertiente noroeste. El glacier Collier más grande pero en retirada, desciende a lo largo del lado norte de Middle Sister, cortando el lado oeste de North Sister. La erosión del Holoceno y el Pleistoceno ha expuesto un domo cerca del centro de la Middle Sister.

### Pico de South Sister

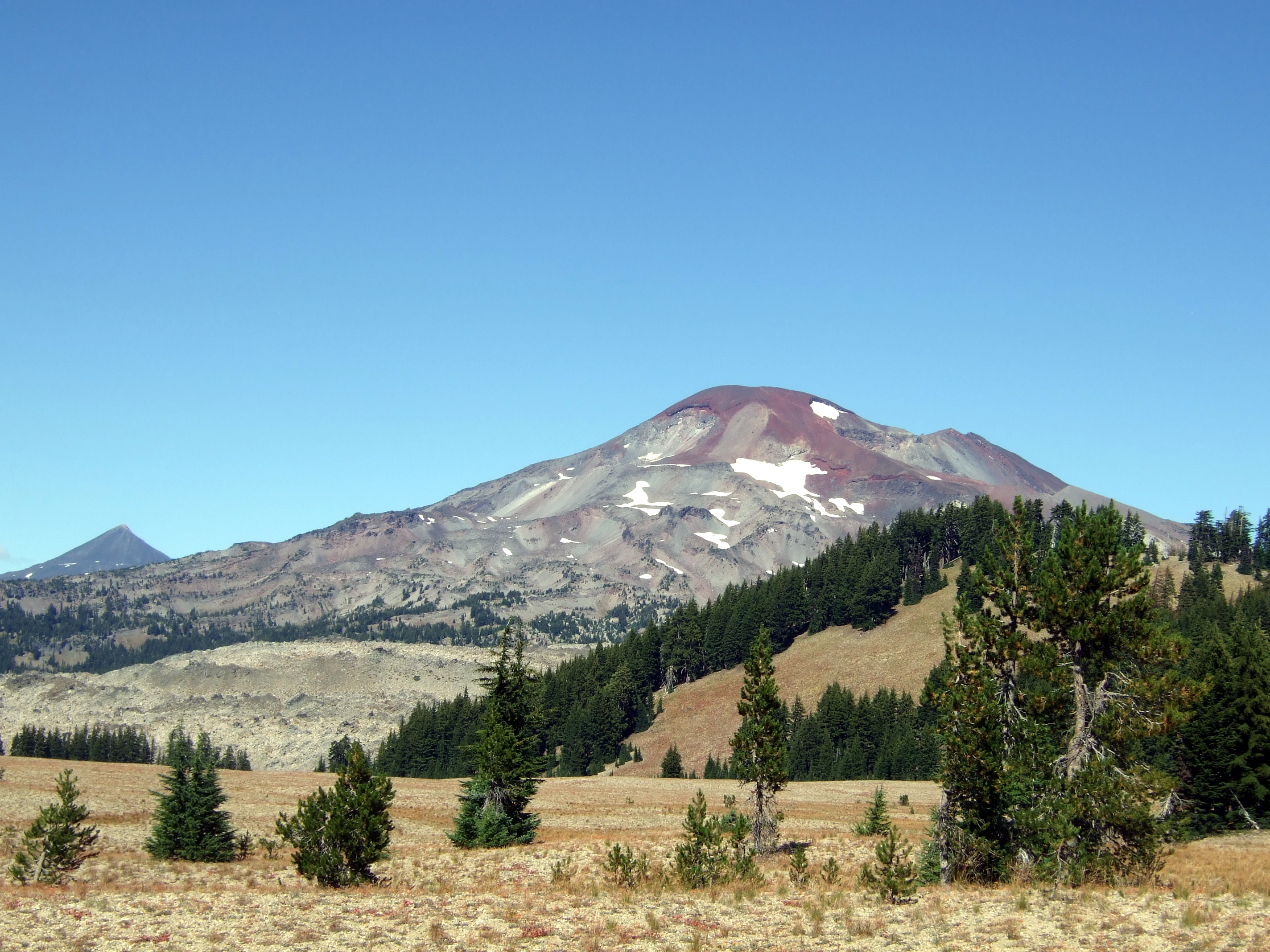
Pico de South Sister

El pico South Sister, también conocido como "Charity", es el volcán más joven y más alto de los tres. Sus rocas eruptivas van desde la andesita basáltica a la riolita y riodacita. Es un estratovolcán que recubre una estructura en escudo más antigua, de menos 50.000 años de antigüedad,[34] cuya última erupción fue hace unos 2.000 años. La primera episodio de este tipo, denominado el ciclo eruptivo Roca Mesa, propagó primero piroclastos por los flancos sur y suroeste, seguido de un flujo de lava espesa riolita. El segundo, el ciclo eruptivo Devils Hill, fue causado por la intrusión de un dique de magma con sílice que surgió de unos 20 conos en el lado sureste y desde una línea más pequeña en el lado norte. [35]
A diferencia de los demás,  el pico South Sister tiene un cráter volcánico cerca de la cumbre de un diámetro de 400 m que tiene un pequeño lago de cráter conocido como Teadrop Pool, la laguna a mayor altitud en Oregón. [37] Las laderas de South Sister tienen una serie de pequeños glaciares, entre ellos el de Lewis, Clark, Lost Creek y Prouty cerca del borde del cráter.

## Escalada y demás usos recreativos
Las Three Sisters son un destino popular para la escalada de excursionistas y montañeros. El Servicio Forestal de los Estados Unidos exige permisos para acceder desde el Memorial Day (último lunes de mayo) hasta principios de septiembre, y los perros deben pasearse con correa en Green Lakes, Moraine Lakes, South Sister, Soda Creek, Todd Lake y los senderos de Crater Ditch del 15 de julio hasta el 15 de septiembre. Los caballos están prohibidos, y se requiere piolet para subir durante el invierno por razones de seguridad.
Debido a la erosión, que provoca desprendimientos, North Sister es la subida más peligrosa de los tres picos volcánicos. Sin embargo, una de sus crestas, Litlle Brother, se puede escalar libre sólo con pies y manos (escalada). [41] La primera subida registrada en North Sister fue por seis personas, incluyendo políticos de Oregón como George Lemuel Woods y James McBride en 1857, según un artículo publicado en Overland Monthly en 1870. Hoy en día, el recorrido más común tiene 18 km entre ida y vuelta, ganando 965 de altura y una duración de 6-7 horas para un escalador medio. Después de pasar a través del bosque, flujos de lava y prados, en la cumbre se pueden ver varios conos de ceniza, así como el pico North Sister y los volcanes cercanos. [41]
Midlle Sister también admite escalada libre con un recorrido circular de 26.4 km y una subida de 1.450 m. El viaje dura alrededor de 12 horas, a partir de una ruta a través de bosque denso y que termina en su cima meridional. Además de las vistas sobre North Sister, también se ve la cumbre de South Sister,el glaciar Hayden, y otros volcanes de las Cascadas incluyendo el Mmonte Hood. [44]
La ruta de escalada estándar hasta la arista meridional de South Sister tiene una trayecto de 20.3 km entre ida y vuelta y se eleva 1.660 m del inicio hasta los 3,157 m en la cumbre. Viajando sobre conos de ceniza, domos y flujos de lava, la subida no llega a ser exigente hasta la última milla a medida que asciende hasta la cima. [45] En su libro "Into the Wild", Jon Krakauer señala que su primera subida de South Sister con su padre le inspiró a seguir el montañismo. Recorridos populares son los senderos de Green Lakes y Devils Lake. [46] A pesar de que estos caminos no requieren conocimientos técnicos o experiencia en montañismo, muchos peligros siguen siendo los mismos y las operaciones de rescate son frecuentes durante la temporada de escalada. [47]

## Historia reciente y riesgos potenciales
Es impropable que North o Middle Sister reaunuden su actividad volcánica, [36] mientras que South Sister podría volverse activo. En caso de que entre en erupción podría ser un peligro. El área de riesgo se extiende en un radio de 2 a 10 km desde la cumbre del volcán. [48] El piroclasto se acumularía en un espesor de (25 a 51 mm) en Bend (Oregón), lahares (flujos de lodo volcánico ) y los flujos piroclásticos bajarían por los flancos de la montaña, amenazando a todo lo que se interpusiera en su camino.
En el pico South Sister, las imágenes de satélite mostraron una deformación causada por un levantamiento tectónico a 4.8 km al oeste de la montaña en el año 2000. El suelo comenzó a elevarse a finales de 1997, cuando el magma comenzó a moverse a unos 6.4 km de profundidad. Los científicos estaban preocupados sobre si el volcán pudiera despertar. Un mapa de la lava en el centro de visitantes del Newberry National Volcanic Monument en Bend (Oregón) muestra la magnitud de la elevación, que alcanza un máximo de 28 cm. En 2004 se produjo un enjambre sísmico con epicentro en el área del levantamiento y los cientos de pequeños terremotos decrecieron al cabo de unos días. En el año 2007 el levantamiento había disminuido un poco, aunque la zona todavía se considera potencialmente activa. En febrero de 2013, los científicos determinaron que el levantamiento se había reducido en unos 7 mm al año, en comparación con el incremento de 51 mm por año en la década de 2000. Debido al aumento de altura en South Sister, el Servicio Geológico de Estados Unidos prevé intensificar la vigilancia de los tres picos y de sus alrededores mediante la instalación de un sistema GPS, la toma de muestras de los gases en el aire y en tierra y la adición de sismómetros.